# Quand les hommes pleurent
Quand les hommes pleurent es una película del año 1999.

## Sinopsis
Cada año, cerca de 30.000 marroquíes atraviesan ilegalmente el Estrecho del Gibraltar en busca de El Dorado Occidental. Ellos son los protagonistas de este documental.